# Emolument
Emolument (af latin emoluméntum), fordel, gevinst, indtægt, navnlig biindkomst. Udtrykket anvendtes især tidligere om embedsemolumenter, det vil sige de med et embede forbundne forskellige indtægter, fortrinsvis sportler og de tidligere så almindelige, men nu stærkt indskrænkede naturalieydelser.